# زنیت (دوربین)

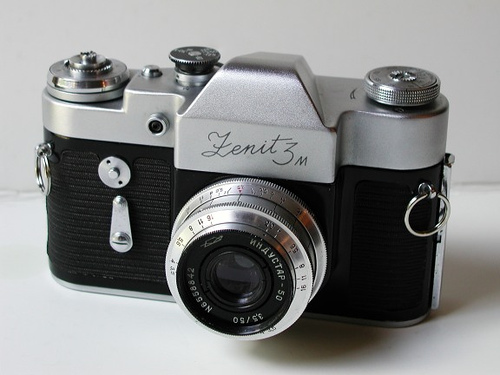
زنی ۳ ام

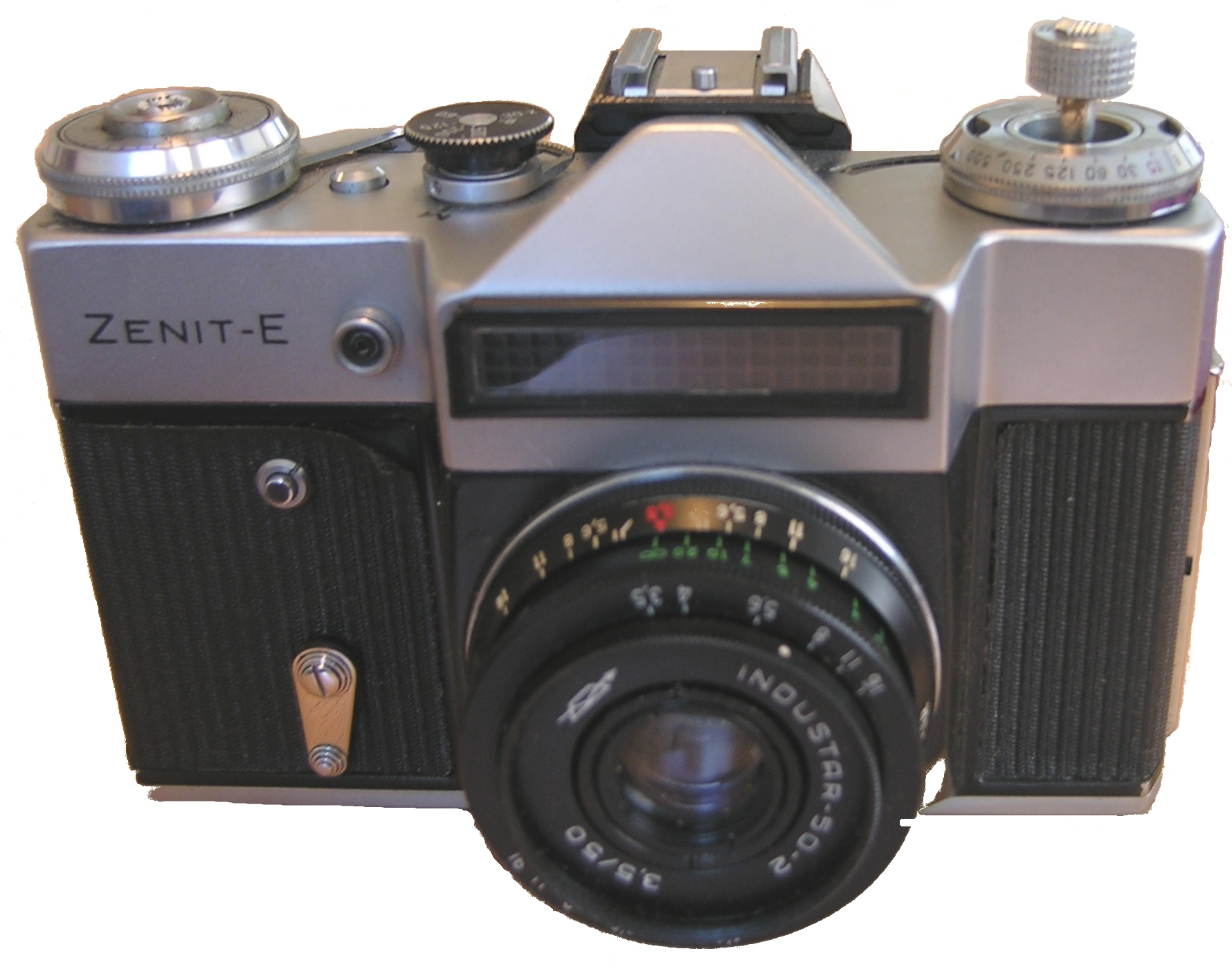
زنی ای

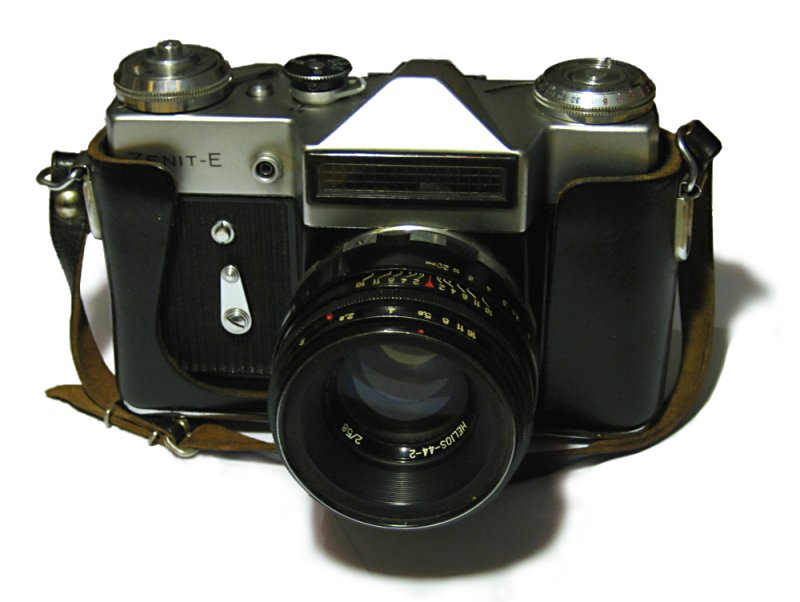
زنی ای با لنز هلیوس

زنیت (به روسی: Зени́т) نام دوربین عکاسی آنالوگ روسی و شوروی سابق است که توسط کمپانی کی ام زی در شهر کراسنوگورسک نزدیکی مسکو از سال ۱۹۵۲ تولید می‌شود. این برند همچنین با نام بلمومو (به انگلیسی: BelOMO) از سال ۱۹۷۰ در بلاروس تولید می‌شد. 
معروفترین مدل آن در ایران زنیت ۱۲۲ است.